# Allopetalia
Allopetalia (лат.) — род стрекоз семейства коромысловых (Aeshnidae) из подсемейства Aeshninae, трибы Allopetaliini.

## Описание
Крупные коренастые стрекозы длиной тела от 71 до 79 мм коричневой окраски. На лбу расположено тёмное Т-образное пятно. Бока среднеруди и заднегруди с рисунком из пятнен и полос. Поперечные жилки, впадающие в костальный край крыла, с темными полосами или небольшими пятнами. Ушки на брюшке самцов по краю с полосой из более 20-ти мелких зубчиков.

## Экология
Личинки Allopetalia pustulosa найдены в небольших горных ручьях с каменистым дном в лесных малонарушенных районах Анд.

## Классификация
В состав рода включают два вида. Близкими родами являются Boyeria и Limnetron.
- Allopetalia pustulosa Selys, 1873
- Allopetalia reticulosa Selys, 1873

## Распространение
Встречается в Венесуэле, Колумбии, Перу, Эквадоре и Чили.